# 排容原理

三個集的情況

容斥原理（inclusion-exclusion principle）又称排容原理，在組合數學裏，其說明若{\displaystyle A_{1},\cdots ,A_{n}} 為有限集，則
{\displaystyle {\begin{aligned}\left|\bigcup _{i=1}^{n}A_{i}\right|={}&\sum _{i=1}^{n}|A_{i}|-\sum _{1\leq i<j\leq n}|A_{i}\cap A_{j}|+\sum _{1\leq i<j<k\leq n}|A_{i}\cap A_{j}\cap A_{k}|-\cdots +(-1)^{n-1}\left|A_{1}\cap \cdots \cap A_{n}\right|.\end{aligned}}}
其中{\displaystyle |A|}表示{\displaystyle A}的基數。例如在兩個集的情況時，我們可以通過將{\displaystyle |A|}和{\displaystyle |B|}相加，再減去其交集的基數，而得到其并集的基數。 

## 描述

### 两个集合的容斥原理
{\displaystyle \left|A\cup B\right|=\left|A\right|+\left|B\right|-\left|A\cap B\right|}

### 三个集合的容斥原理
{\displaystyle \left|A\cup B\cup C\right|=\left|A\right|+\left|B\right|+\left|C\right|-\left|A\cap B\right|-\left|A\cap C\right|-\left|B\cap C\right|+\left|A\cap B\cap C\right|}

### n{\displaystyle n}个集合的容斥原理
要计算几个集合并集的大小，我们要先将所有单个集合的大小计算出来，然后减去所有两个集合相交的部分，再加回所有三个集合相交的部分，再减去所有四个集合相交的部分，依此类推，一直计算到所有集合相交的部分。
最终得到公式：
{\displaystyle {\begin{aligned}\left|\bigcup _{i=1}^{n}A_{i}\right|={}&\sum _{i=1}^{n}|A_{i}|-\sum _{1\leq i<j\leq n}|A_{i}\cap A_{j}|+\sum _{1\leq i<j<k\leq n}|A_{i}\cap A_{j}\cap A_{k}|-\cdots +(-1)^{n-1}\left|A_{1}\cap \cdots \cap A_{n}\right|.\end{aligned}}}
又可写成
{\displaystyle \left|\bigcup _{i=1}^{n}A_{i}\right|=\sum _{k=1}^{n}(-1)^{k+1}\left(\sum _{1\leq i_{1}<\cdots <i_{k}\leq n}|A_{i_{1}}\cap \cdots \cap A_{i_{k}}|\right)}
或
{\displaystyle \left|\bigcup _{i=1}^{n}A_{i}\right|=\sum _{\emptyset \neq J\subseteq \{1,2,\ldots ,n\}}(-1)^{|J|-1}{\Biggl |}\bigcap _{j\in J}A_{j}{\Biggr |}.}

## 概率论中的容斥原理
在概率论中，对于概率空间{\displaystyle (\Omega ,{\mathcal {F}},\mathbb {P} )}中的事件 {\displaystyle A_{1},\cdots ,A_{n}}，当 {\displaystyle n=2} 时容斥原理的公式为：
{\displaystyle \mathbb {P} (A_{1}\cup A_{2})=\mathbb {P} (A_{1})+\mathbb {P} (A_{2})-\mathbb {P} (A_{1}\cap A_{2}),}
当 {\displaystyle n=3} 时，公式为：
{\displaystyle \mathbb {P} (A_{1}\cup A_{2}\cup A_{3})=\mathbb {P} (A_{1})+\mathbb {P} (A_{2})+\mathbb {P} (A_{3})-\mathbb {P} (A_{1}\cap A_{2})-\mathbb {P} (A_{1}\cap A_{3})-\mathbb {P} (A_{2}\cap A_{3})+\mathbb {P} (A_{1}\cap A_{2}\cap A_{3})}
一般地：
{\displaystyle \mathbb {P} {\biggl (}\bigcup _{i=1}^{n}A_{i}{\biggr )}=\sum _{i=1}^{n}\mathbb {P} (A_{i})-\sum _{i,j\,:\,i<j}\mathbb {P} (A_{i}\cap A_{j})+\sum _{i,j,k\,:\,i<j<k}\mathbb {P} (A_{i}\cap A_{j}\cap A_{k})-\ \cdots \ +(-1)^{n-1}\,\mathbb {P} {\biggl (}\bigcap _{i=1}^{n}A_{i}{\biggr )},}
也可以写成：
{\displaystyle \mathbb {P} {\biggl (}\bigcup _{i=1}^{n}A_{i}{\biggr )}=\sum _{k=1}^{n}(-1)^{k-1}\sum _{\scriptstyle I\subset \{1,\ldots ,n\} \atop \scriptstyle |I|=k}\mathbb {P} (A_{I}),}
对于一般的测度空间 {\displaystyle (S,\Sigma ,\mu )} 和有限测度的可测子集 {\displaystyle A_{1},\cdots ,A_{n}}，上面的恒等式也成立，如果把概率测度 {\displaystyle \mathbb {P} } 换为测度 {\displaystyle \mu }。

## 特殊情况
如果在容斥原理的概率形式中，交集 {\displaystyle A_{I}} 的概率只与I中元素的个数有关，也就是说，对于{\displaystyle \{1,\cdots ,n\}} 中的每一个 {\displaystyle k}，都存在一个 {\displaystyle a_{k}}，使得：
{\displaystyle a_{k}=\mathbb {P} (A_{I})}，对于每一个{\displaystyle I\subset \{1,\ldots ,n\}\,\,(|I|=k),}
则以上的公式可以简化为：
{\displaystyle \mathbb {P} {\biggl (}\bigcup _{i=1}^{n}A_{i}{\biggr )}=\sum _{k=1}^{n}(-1)^{k-1}{\binom {n}{k}}a_{k}}
这是由于二项式系数{\displaystyle \scriptstyle {\binom {n}{k}}}的组合解释。
类似地，如果对有限集合 {\displaystyle A_{1},\cdots ,A_{n}} 的并集的元素个数感兴趣，且对于 {\displaystyle \{1,\cdots ,n\}} 中的每一个 {\displaystyle k}，交集
{\displaystyle A_{I}:=\bigcap _{i\in I}A_{i}}
的元素个数都相同，例如 {\displaystyle a_{k}=|A_{I}|}，与 {\displaystyle \{1,\cdots ,n\}} 的 {\displaystyle k} 元素子集 {\displaystyle I} 无关，则：
{\displaystyle {\biggl |}\bigcup _{i=1}^{n}A_{i}{\biggr |}=\sum _{k=1}^{n}(-1)^{k-1}{\binom {n}{k}}a_{k}\,.}
在一般的测度空间 {\displaystyle (S,\Sigma ,\mu )} 和有限测度的可测子集 {\displaystyle A_{1},\cdots ,A_{n}} 的情况中，也可以进行类似的简化。

## 容斥原理的证明
欲证明容斥原理，我们首先要验证以下的关于指示函数的等式：
{\displaystyle 1_{\cup _{i=1}^{n}A_{i}}=\sum _{k=1}^{n}(-1)^{k-1}\sum _{\scriptstyle I\subset \{1,\ldots ,n\} \atop \scriptstyle |I|=k}1_{A_{I}}\qquad (*)}
至少有两种方法来证明这个等式：
第一种方法 我们只需证明对于 {\displaystyle A_{1},\cdots ,A_{n}} 的并集中的每一个 {\displaystyle x}，等式都成立。假设 {\displaystyle x} 正好属于 {\displaystyle m} 个集合（{\displaystyle 1\leq m\leq n}），不妨设它们为{\displaystyle A_{1},\cdots ,A_{m}}。则 {\displaystyle x} 处的等式化为：
{\displaystyle 1=\sum _{k=1}^{m}(-1)^{k-1}\sum _{\scriptstyle I\subset \{1,\ldots ,m\} \atop \scriptstyle |I|=k}1.}
{\displaystyle m} 元素集合中的 {\displaystyle k} 元素子集的个数，是二项式系数{\displaystyle \textstyle {\binom {m}{k}}} 的组合解释。由于{\displaystyle \textstyle 1={\binom {m}{0}}} ，我们有：
{\displaystyle {\binom {m}{0}}=\sum _{k=1}^{m}(-1)^{k-1}{\binom {m}{k}}.}
把所有的项移到等式的左端，我们便得到 {\displaystyle (1-1)^{m}} 的二项式展开式，因此可以看出，(*)对 {\displaystyle x} 成立。
第二种方法 设 {\displaystyle A} 表示集合 {\displaystyle A_{1},\cdots ,A_{n}} 的并集。于是：
{\displaystyle 0=(1_{A}-1_{A_{1}})(1_{A}-1_{A_{2}})\cdots (1_{A}-1_{A_{n}})\,,}
这是因为对于不在 {\displaystyle A} 内的 {\displaystyle x}，两边都等于零，而如果 {\displaystyle x} 属于其中一个集合，例如 {\displaystyle A_{m}}，则对应的第 {\displaystyle m} 个因子为零。把右端的乘积展开来，便可得到等式(*)。

### 归纳法证明
设  
{\displaystyle S_{1}=n(A_{1})+n(A_{2})+n(A_{3})+\cdots +n(A_{n})}
{\displaystyle S_{2}=n(A_{1}\cap A_{2})+n(A_{1}\cap A_{3})+\cdots +n(A_{1}\cap A_{n})\;+\;n(A_{2}\cap A_{3})+\cdots +n(A_{n-1}\cap A_{n})}
{\displaystyle S_{3}=n(A_{1}\cap A_{2}\cap A_{3})+\cdots +n(A_{n-2}\cap A_{n-1}\cap A_{n})}
⋮
{\displaystyle S_{n}=n(A_{1}\cap A_{2}\cap A_{3}\cap \cdots \cap A_{n})}
求证  
{\displaystyle n(A_{1}\cup A_{2}\cup A_{3}\cup \cdots \cup A_{n})=S_{1}-S_{2}+S_{3}-\cdots +(-1)^{n-1}S_{n}.}
证明：  
当{\displaystyle n=2}时，
{\displaystyle n(A_{1}\cup A_{2})=n(A_{1})+n(A_{2})-n(A_{1}\cap A_{2})=S_{1}-S_{2}.}
假设当{\displaystyle n=k\ (k\geq 2)}时，有
{\displaystyle n(A_{1}\cup A_{2}\cup \cdots \cup A_{k})=S_{1}-S_{2}+S_{3}-\cdots +(-1)^{k-1}S_{k}.}
当{\displaystyle n=k+1}时，
{\displaystyle {\begin{aligned}n(A_{1}\cup A_{2}\cup \cdots \cup A_{k}\cup A_{k+1})&=n{\Bigl (}(A_{1}\cup A_{2}\cup \cdots \cup A_{k})\cup A_{k+1}{\Bigr )}\\[1ex]&=n(A_{1}\cup A_{2}\cup \cdots \cup A_{k})+n(A_{k+1})\\[1ex]&\quad -n{\Bigl (}(A_{1}\cup A_{2}\cup \cdots \cup A_{k})\cap A_{k+1}{\Bigr )}\\[1ex]&=n(A_{1}\cup A_{2}\cup \cdots \cup A_{k})+n(A_{k+1})\\[1ex]&\quad -n{\Bigl (}(A_{1}\cap A_{k+1})\cup (A_{2}\cap A_{k+1})\cup \cdots \cup (A_{k}\cap A_{k+1}){\Bigr )}.\end{aligned}}}
∵ 当 {\displaystyle n=k} 时，上式成立，  
∴
{\displaystyle n(A_{1}\cup A_{2}\cup \cdots \cup A_{k+1})=S_{1}-S_{2}+S_{3}-\cdots +(-1)^{k}S_{k+1}.}
综上所述，当{\displaystyle n\geq 2}时，
{\displaystyle {\begin{aligned}n(A_{1}\cup A_{2}\cup \cdots \cup A_{n})=&\;n(A_{1})+n(A_{2})+\cdots +n(A_{n})\\[1ex]&\;-{\Bigl [}n(A_{1}\cap A_{2})+n(A_{1}\cap A_{3})+\cdots +n(A_{n-1}\cap A_{n}){\Bigr ]}\\[1ex]&\;+{\Bigl [}n(A_{1}\cap A_{2}\cap A_{3})+\cdots {\Bigr ]}\\[1ex]&\;-\cdots +(-1)^{n-1}n(A_{1}\cap A_{2}\cap \cdots \cap A_{n}).\end{aligned}}}

## 其它形式
有时容斥原理用以下的形式来表述：如果
{\displaystyle g(A)=\sum _{S\,:\,S\subseteq A}f(S)}
那么：
{\displaystyle f(A)=\sum _{S\,:\,S\subseteq A}(-1)^{\left|A\right|-\left|S\right|}g(S)}
在这种形式中可以看出，它是 {\displaystyle A} 的所有子集的偏序集合的指标代数的莫比乌斯反演公式。

## 应用
在许多情况下，容斥原理都可以给出精确的公式（特别是用埃拉托斯特尼筛法计算素数的个数时），但是用处不大，这是因为它里面含有的项太多。即使每一个单独的项都可以准确地估计，误差累积起来仍然意味着容斥原理不能直接应用。在数论中，这个困难由维戈·布朗解决。开始时进展很慢，但他的想法逐渐被其他数学家所应用，于是便产生了许多各种各样的筛法。这些方法是尝试找出被“筛选”的集合的上界，而不是一个确切的公式。

### 错排
容斥原理的一个著名的应用，是计算一个有限集合的所有乱序排列的数目。一个集合 {\displaystyle A} 的错排，是从 {\displaystyle A} 到 {\displaystyle A} 的没有不动点的双射。通过容斥原理，我们可以证明，如果 {\displaystyle A} 含有 {\displaystyle n} 个元素，则乱序排列的数目为{\displaystyle [n!/e+{\frac {1}{2}}]}，其中{\displaystyle [x]}表示最接近 {\displaystyle x} 的整数。
这也称为 {\displaystyle n} 的子阶乘，记为 {\displaystyle !n}。可以推出，如果所有的双射都有相同的概率，则当 {\displaystyle n} 增大时，一个随机双射是错排的概率迅速趋近于{\displaystyle {\frac {1}{e}}}。

## 交集的计算
容斥原理与德·摩根定理结合起来，也可以用于计算集合的交集中元素的数目。设 {\displaystyle {\overline {A}}_{k}} 表示 {\displaystyle A_{k}}关于全集 {\displaystyle A} 的补集，使得对于每一个 {\displaystyle k}，都有 {\displaystyle A_{k}\,\subseteq \,A}。于是，我们有：
{\displaystyle \bigcap _{i=1}^{n}A_{i}={\overline {\bigcup _{i=1}^{n}{\overline {A}}_{i}}}}
这样便把计算交集的问题化为计算并集的问题。

## 拓展阅读
- http://cs.tju.edu.cn/faculty/zhangkl/teaching/comb/lec09.pdf （页面存档备份，存于）

- http://blog.sina.com.cn/s/blog_6be9596c0100miag.html （页面存档备份，存于）

- http://e-maxx.ru/algo/inclusion_exclusion_principle （页面存档备份，存于） （页面存档备份，存于）（俄文） 中文翻译：http://www.cppblog.com/vici/archive/2011/09/05/155103.html （页面存档备份，存于）